# Parmenonta dominicana
Parmenonta dominicana là một loài bọ cánh cứng trong họ Cerambycidae.